# بوگورودیتسا (روستا)
بوگورودیتسا (به بلغاری: Bogoroditsa) یک منطقهٔ مسکونی در بلغارستان است که در شهرستان پتریچ واقع شده‌است.